# Adolfo Alsina (partido)
Adolfo Alsina (Partido de Adolfo Alsina) is een partido in de Argentijnse provincie Buenos Aires. Het bestuurlijke gebied telt 16.245 inwoners. Tussen 1991 en 2001 daalde het inwoneraantal met 11,28%.

## Plaatsen in partido Adolfo Alsina
- Arano
- Arturo Vatteone
- Avestruz
- Canónigo Gorriti
- Carhué
- Colonia Lapin
- Delfín Huergo
- Espartillar
- Esteban Agustín Gascón
- La Pala
- Leubucó
- Los Gauchos
- Murature
- Rivera
- San Miguel Arcángel
- Thames
- Tres Lagunas
- Villa Margarita
- Villa Maza
- Yutuyaco